# Girigondanahalli, Madhugiri
Girigondanahalli là một làng thuộc tehsil Madhugiri, huyện Tumkur, bang Karnataka, Ấn Độ.